# 砂鉄

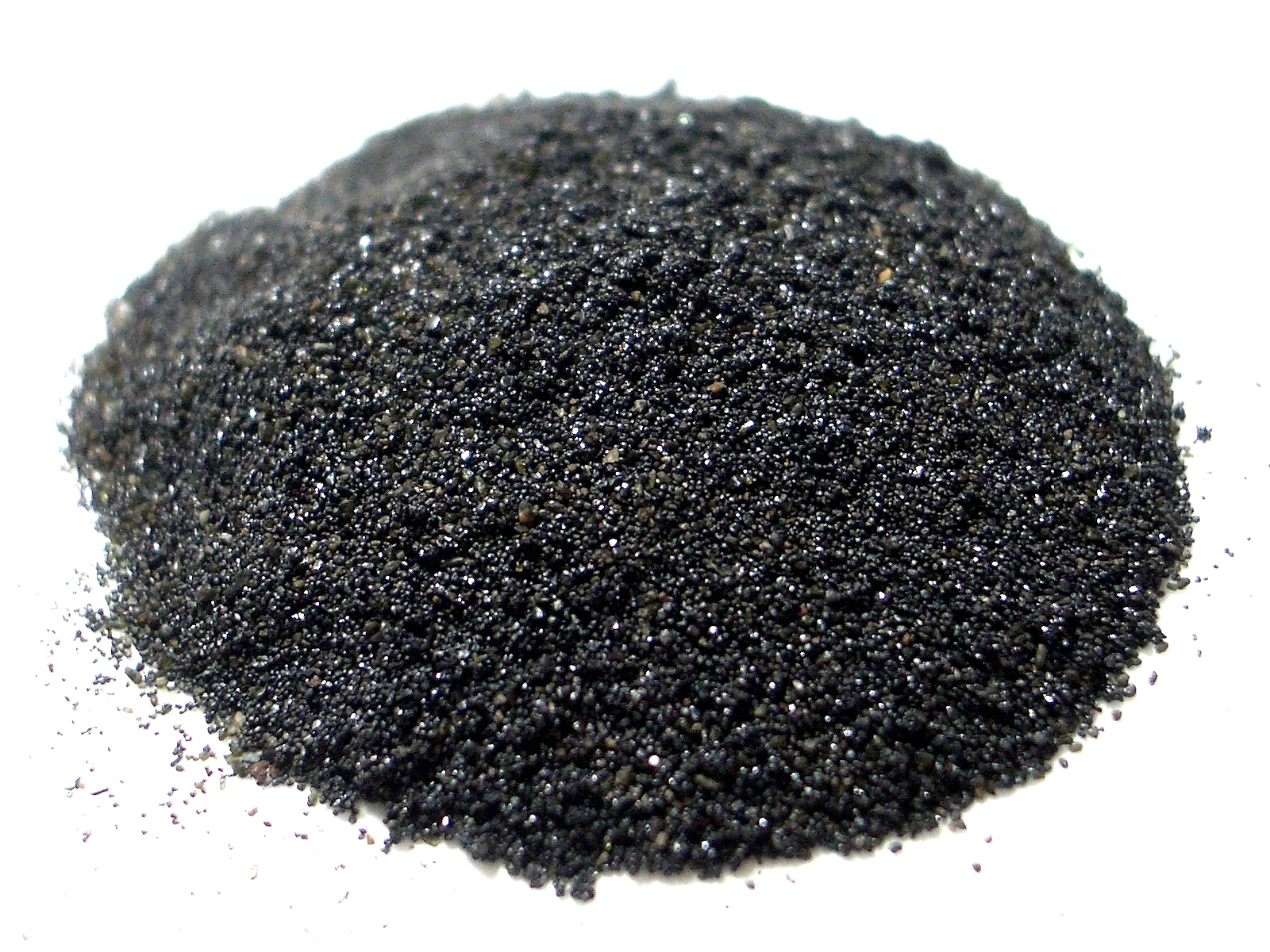
砂鉄

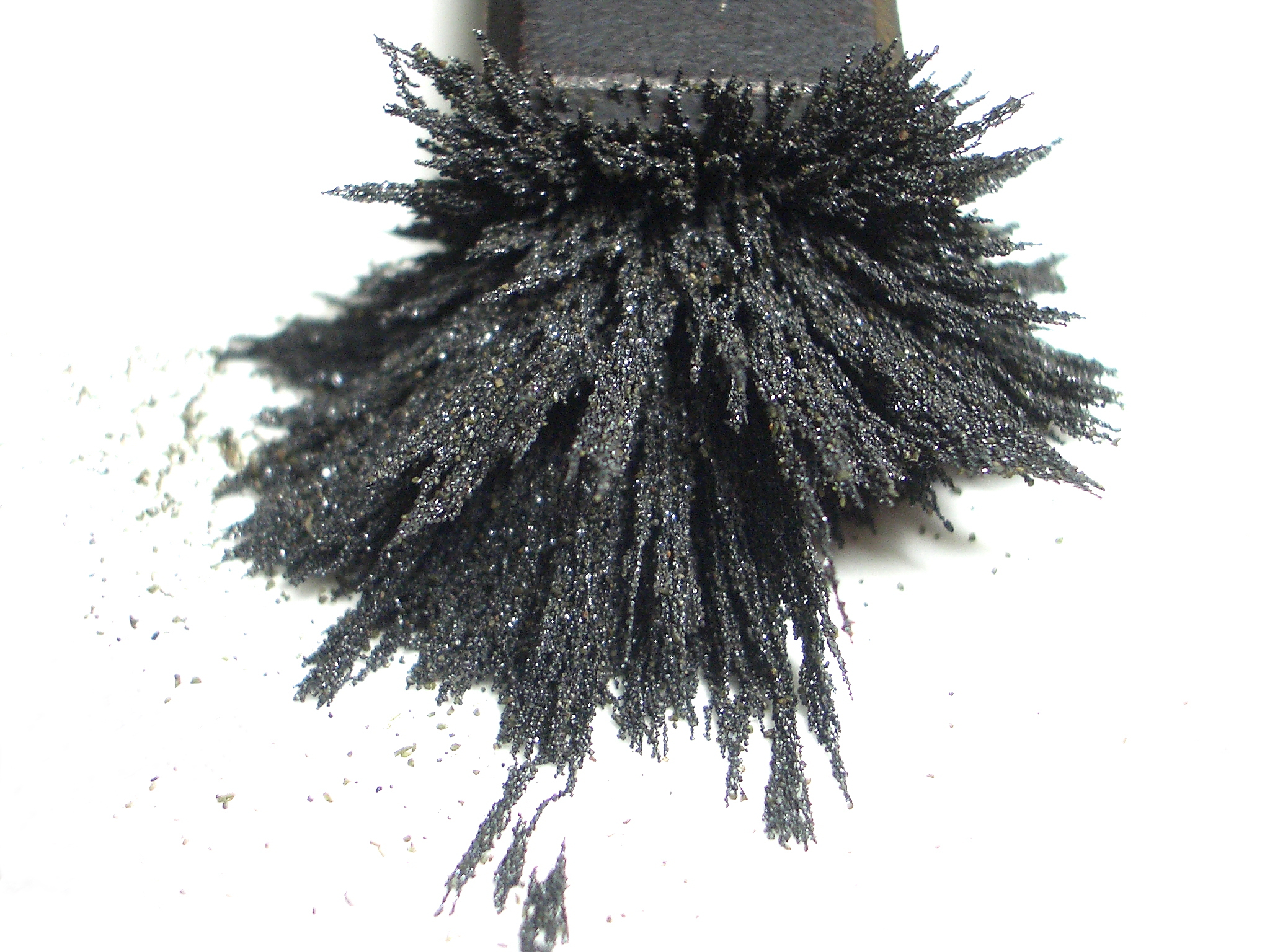
磁石に引き寄せられる堅

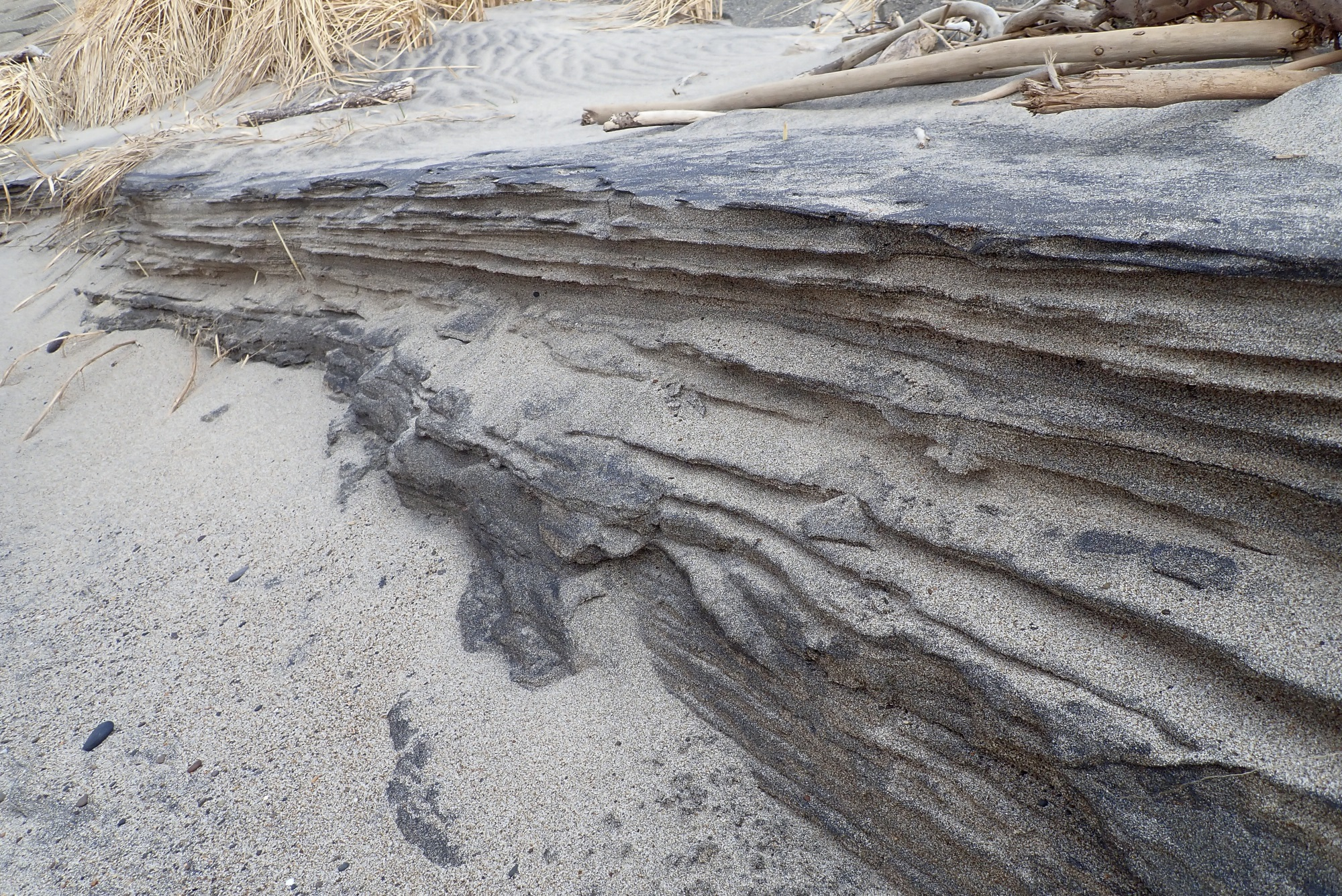
海岸に堆積した砂鉄と砂が積層している状態。（七里長浜）

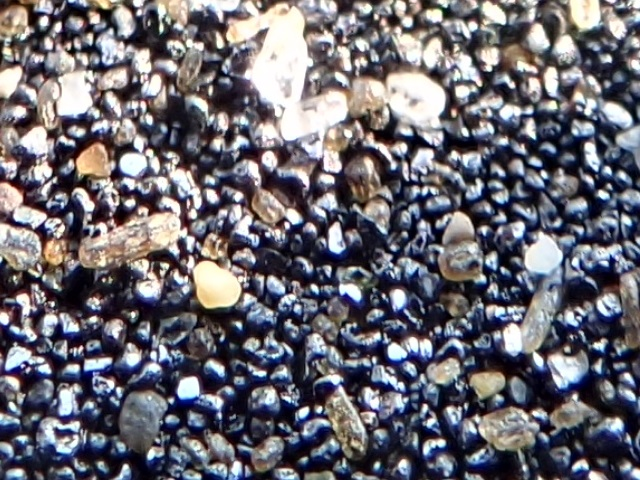
砂浜の表面に堆積した砂鉄を拡大。黒い粒が砂鉄。（七里長浜）

砂鉄（さてつ）は、岩石中に含まれる磁鉄鉱等が風化の過程で母岩から分離し、運搬過程で淘汰集積したもの。訓読みでは、「かなすな（金砂、「金属の砂」の意）」という。
主に磁鉄鉱、チタン鉄鉱よりなる。黒色（四酸化三鉄）を呈し、時々褐色（酸化第二鉄）がかっている。磁鉄鉱を含むため、磁石に吸いつく。
風化、堆積の過程の違いにより、残留鉱床あるいは漂砂鉱床をなす。漂砂鉱床は海岸あるいは川岸など平坦地に堆積したものである。中国地方に産するものは主に山砂鉄で、残留鉱床である。
古くは製鉄の主原料であった。現在はその地位を鉄鉱石に譲ったとはいえ、日本刀など、たたら吹きによって製鉄される玉鋼（たまはがね）の製作においては、現在でも欠かせない材料である。ただし、不純物がチタンのため高炉による製鉄には不向きである。かつて製鉄所などで、原料の国産化を図るため高炉で製鉄する実験が行われたが、出銑口に詰まりが多発し、近代製鉄原料には不向きなことが知られている。
日本においては、西日本（とくに中国地方）で古くから山砂鉄が採掘された一方、太平洋戦争前後には東日本の漂砂鉱床で砂鉄鉱山の開発が見られた。北海道、青森県（淋代海岸）、千葉県などで漂砂鉱床が採掘されており、磁力選鉱で純度を高めた上で近隣の製鉄所に運ばれた。東日本の砂鉄はチタンを含有している場合も多く、地下資源が逼迫する中、チタンの原料鉱石としても用いられていた。時代の趨勢によって現在は全ての砂鉄鉱山が閉山しているが、鳥取県では玉鋼及び日本刀製造技術の保存・伝承を目的として限定的に山砂鉄が採掘されている。
また、小学校の理科の授業の一環として、砂鉄を収集することがある。他にも、磁力線を可視化したり、スライムに混ぜて磁性流体の様なものを作成するなど、磁力について学ぶための教材として使われる。
日本では太平洋岸よりも日本海岸の方が良質の砂鉄が採れるとされる。

## 中国地方の砂鉄
出雲地方は「たたら製鉄」ゆかりの地であるが、当地では周辺地域に産する砂鉄を2種類に呼び分け、その性質に応じて適宜使い分けてきた。
一般的には、山陰側（山陰帯）の磁鉄鉱系列花崗岩に由来する砂鉄は純度が高く、「真砂（まさ）砂鉄」と呼ばれる。いっぽう、山陽側（領家帯）では花崗岩はチタン鉄鉱系列であり、ほとんど砂鉄を含まないが、安山岩、玄武岩などの火山岩に由来する「赤目（あこめ）砂鉄」を産出する。純度は高くないかわりに加工のしやすさが特長であるという。
道後山山頂付近の大池はかつて砂鉄を採掘した跡であると推定されている。